# Gerhard von Mastricht
Gerhard von Mastricht (auch Gerhard van Mastricht; * 26. September 1639 in Köln; † 22. Januar 1721 in Bremen) war ein deutscher Rechtsgelehrter.

## Leben
Über die frühe Laufbahn von Mastrichts ist wenig bekannt. 1665 wurde er an der Juristischen Fakultät der Universität Basel zum Doktor des Rechts promoviert. Sein Verbleib bis in das Jahr 1669 liegt abermals im Dunkeln. In diesem Jahr folgte er einem Ruf an die alte Universität Duisburg. Dort erhielt er eine ordentliche Professur der Rechte und der Geschichte. Hier sollte er fast zwei Jahrzehnte lehren und publizieren.
Mastricht erreichte 1688 der Ruf Magistrat und Syndicus der Freien Hansestadt Bremen zu werden. Er folgte schließlich diesem Ruf, verließ die Universität und übersiedelte nach Bremen. Dort machte er sich neben seiner publizistischen Tätigkeit und seinem innenpolitischen Wirken vor allem durch seine außenpolitische Tätigkeit verdient. Seine Rollen waren dabei verschiedene, von Konferenzteilnahmen, zum Beispiel zum Münzwesen in Hamburg bis hin zu Unterhändlertätigkeiten zum Beispiel in Münster. Sein Wirken fand in Bremen positiven Anklang.
Petrus van Mastricht war sein Bruder.

## Publikationen (Auswahl)
- Disputatio Iuridica Inauguralis De Adulteriis, Decker, Basel 1665.
- Ant. Augustini de emendatione Gratiani cum orat. Schotti de vita et scriptis auctoris, Duisburg, 1676.
- Historia iuris ecclesiastici et pontificii, seu de ortu, progressu, incrementis, collectionibus, auctoribusque iuris ecclesiastici et pontificii tractatio, Duisburg, Johann Friedrich Hagen, 1676 (1715 durch die Glaubenskongregation auf den Index gesetzt).[1]